# Duguetia sessilis
Duguetia sessilis (Vell.) Maas – gatunek rośliny z rodziny flaszowcowatych (Annonaceae Juss.). Występuje endemicznie w Brazylii – w stanach Espírito Santo i Rio de Janeiro. 

## Morfologia
PokrójZimozielone drzewo lub krzew dorastające do 8 m wysokości.
LiścieMają eliptyczny lub owalny kształt. Mierzą 3,5–15 cm długości oraz 1,5–4,5 cm szerokości. Blaszka liściowa jest całobrzega o tępym wierzchołku.
KwiatySą pojedyncze, rozwijają się w kątach pędów. Płatków jest 6, mają barwę od czerwonej do różowej. Kwiaty mają 10–20 słupków.
OwoceMają kulisty kształt. Osiągają 30–40 mm średnicy.

## Biologia i ekologia
Rośnie w lasach, na terenach nizinnych.